# 埃里克·纳图施
埃里克·纳图施（德語：Erich Natusch，1912年2月23日—1999年3月11日），德国男子帆船运动员。他曾代表德国、德国联队参加1952年和1956年夏季奥林匹克运动会帆船比赛，其中1952年奥运会获得一枚铜牌。